# Sofular, Kuluncak
Sofular là một thị trấn thuộc huyện Kuluncak, tỉnh Malatya, Thổ Nhĩ Kỳ. Dân số thời điểm năm 2011 là 874 người.